# Pochi Grey
María Inés Quattrocchi conocida artísticamente como Pochi Grey (Buenos Aires, Argentina; 15 de septiembre de 1938) es una actriz y ex vedette argentina famosa en las décadas del 60, 70 y 80.

## Carrera

### Cine
Actuó principalmente como actriz de cine argentino. Debutó en 1968 en el film La cama protagonizada por Elvia Andreoli, Jorge Barreiro, Zulma Faiad y Lupita Ferrer.
En 1969 trabajó en Deliciosamente amoral junto a Libertad Leblanc, Guillermo Bredeston y Rodolfo Onetto. En ese año también actuó en Los debutantes en el amor junto a Enzo Viena y Javier Portales
En 1970 hizo La buscona con Susana Giménez y Luis Alarcón.

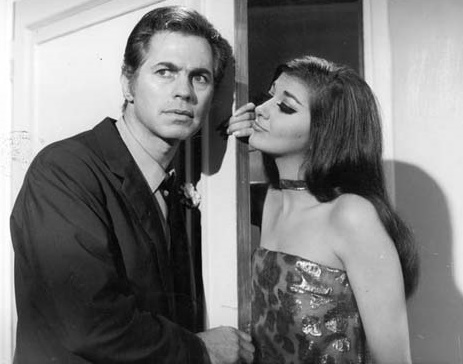
Pochi Grey junto a Jorge Barreiro en escena del film La cama.

En 1981 encarnó a una vedette cómica, María Rosa Pluma, en la comedia Te rompo el rating, protagonizada por Jorge Porcel, Moria Casán y Javier Portales.

### Televisión
Pochi también tuvo algunas participaciones en televisión como el programa musical de la década del '60 Tropicana Club, creado por Miguel de Calasanz y conducido por Guillermo Brizuela Méndez y Osvaldo Miranda. Fue famoso el acontecimiento que tuvo en esos momentos cuando el legendario Narciso Ibáñez Menta que estaba caracterizado como uno de sus personajes en la serie El hombre que volvió de la muerte fue llamado por un asistente para que se dirigiera al estudio donde se grababa su primer programa de terror, ya que faltaban pocos segundos para iniciarla. Presuroso encaminó hasta el estudio, tropezando en su recorrido por el estrecho pasillo con la vedette. Ante la inesperada aparición del actor así caracterizado, Grey lanzó un agudo grito de alarma, después de lo cual el actor la tranquilizó con palabras amables. La actriz le confesó que se había asustado terriblemente por el tropiezo inesperado, felicitándolo por su caracterización.
En 1975 participó en el programa Luminarias 75, conducido por Leonardo Simons, y junto a Horacio Bruno, Calígula, María Alexandra, Guadalupe, Julio López, Alberto Anchart, Julia Alson y Romualdo Quiroga.
En 1980 formó parte del elenco de Alberto y Susana junto con Alberto Olmedo y Susana Giménez. En esos años también trabaja en Aquí llegan los Manfredi con Enzo Viena, Gilda Lousek y Gino Renni.
En 1982 hizo el programa Teatro de humor, un ciclo conducido por Darío Víttori.
En 1981 y 1982 participó en El ciclo de Guillermo Brédeston y Nora Cárpena en el episodio "Un nido para paloma"  personificando a Fabiola y en "Paloma Superstar" como Esmeralda.
En 1983 hizo La cosa nostra con Andrés Vicente, Georgina Barbarossa, Silvia Pérez y la primera actriz Irma Córdoba.
En 1985 estuvo en Rossé, junto a Luis Dávila, Gustavo Garzón,  Esther Goris y Maurice Jouvet.	
En 1993 actuó en la tira Con pecado concebidas, protagonizada por Nora Cárpena, Moria Casán y María Valenzuela.
En el 2008 concurrió al programa de Susana Giménez para homenajear a Cacho Castaña.

### Teatro
En teatro se desempeñó como primera vedette de revistas principalmente del Teatro Maipo y El Nacional:
- Las coristas rebeldes (1966) con Don Pelele, V. Rubino y gran elenco
- Arriba las polleras (1966) con las hermanas Pons, Jovita Luna, Carlos Scazziotta y Vicente Rubino.
- Los coristas rebeldes (1966), con Don Pelele, Vicente Rubino, Hilda Mayo, Dorita Burgos, Carlos Scazziotta, Pedro Sombra y las hermanas Pons.
- Si no es Maipo, no es revista (1967) con José Marrone, las hermanas Pons y Vicente Rubino
- Es la frescura (1967) con Norma Pons, Amparito Castro, Mabel Manzotti, Fidel Pintos, Don Pelele y el "Gordo" Porcel.
- Minifalditis (1968) junto a Jorge Porcel, Thelma Tixou y Osvaldo Pacheco
- Las 40 primaveras (1968) con J.Porcel y T.Tixou
- Les cantamos las cuarenta (1968) con Don Pelele, Tito Lusiardo e Vicente Rubino.[5]
- Y por qué no? (1970) con la compañía de Nélida Lobato, Alfredo Barbieri y Rafael Carret.
- Después De Z... Viene P... (1970), con Alfredo Barbieri, N. Lobato y Rafael Carret.
- El despiplume sigue andando (1973), con Jorge Porcel, Haydeé Padilla y Juan Carlos Calabró.
- Con dos ceros menos y muchos sietes (1974), con Alfredo Barbieri y Pablo Palitos.
- La gran noche (1974), junto a Juan Verdaguer, Karen Mails, Chan- Dú, Los llaneros,  Mister Chasman y el bailarín Jorge Aguer.
- Sans Souci (1974) con Juan Verdaguer, Karen Mails y Mister Chassman.

También trabajó con César Zagnoli y Zaima Beleño.
Con un cuerpo realmente escultural fue tapa de varias revistas porteñas como Semanario, PicNic, entre otros.

### Vida privada
En la década del sesenta tuvo un gran romance con el futbolista Miguel Ángel Brindisi  siendo considerada una de las primeras "botineras". También tuvo una aventura con el cantante Cacho Castaña que duró cuatro años.
En el año 2010 asistió al show de la presentación del libro "Teatro Maipo - 100 años de historia entre bambalinas".
Actualmente trabaja en un negocio de antigüedades en la barriada porteña de San Telmo.